# ماثيو بيتس (لاعب كرة قدم)
ماثيو بيتس (بالإنجليزية: Matthew Pitts)‏ هو لاعب كرة قدم بريطاني في مركز الدفاع، ولد في 25 ديسمبر 1979 في ميدلزبرة في المملكة المتحدة. لعب مع نادي سندرلاند ونادي كارلايل يونايتد ونادي ووركينغتون.

## وصلات خارجية
- ماثيو بيتس (لاعب كرة قدم) على موقع قاعدة بيانات كرة القدم.إي يو (الإنجليزية)
- ماثيو بيتس (لاعب كرة قدم) على موقع Soccerbase.com (لاعب) (الإنجليزية)